# Croton scaber
Espèce
Classification APG III (2009)
Croton scaber est une espèce de plantes à fleurs du genre Croton et de la famille des Euphorbiaceae, présente au Pérou.

## Synonymes
- Oxydectes scabra (Willd.) Kuntze
- Croton scaber var. genuinus Müll.Arg.
- Croton scaber var. lanceolatus Müll.Arg.
- Croton scaber var. latifolius Müll.Arg.
- Croton scaber var. obscurus Müll.Arg.
- Croton scaber var. viridis Müll.Arg.